# ツイてるカノジョ
『ツイてるカノジョ』は、雑破業原作、藤真拓哉作画による漫画作品。富士見書房刊行「月刊ドラゴンエイジ」2004年9月号から2005年7月号まで連載、単行本全2巻。台湾国際角川書店にも翻訳されて、『靈異情人』というタイトルで刊行されている。
矢薙詠太郎と音川七弦、幼なじみの2人の関係を描く恋愛漫画。

## 登場人物
矢薙詠太郎（やなぎ えいたろう）
主人公の男の子。
音川七弦（おとかわ なつる）
詠太郎の幼馴染の女の子。
風間水織（かざま みおり）
詠太郎のクラスメイト。霊能力を持ち、未来を見通したり、この世にさまよう魂を憑依させたりすることが出来る。

## あらすじ
幼馴染の矢薙詠太郎と音川七弦は友達以上恋人未満という微妙な関係が続いていた。2人の関係を進展させたい七弦はおまじないとして大事なキーホルダーを付け詠太郎と遊びに行くが失くしてしまう。一日中探しても見つからないのでもう諦めたほうがいいと言う詠太郎と七弦は喧嘩別れしてしまう。一人で探し続ける七弦だったが交通事故に遭い亡くなってしまう。七弦を失くし失意に沈む詠太郎の前に水織が現れ詠太郎ちゃんと叫び抱きついてきた。この世に未練を残した七弦が水織に憑依して現れたのだった。

## 単行本
日本語版
1. 1巻：ISBN 4047123919
2. 2巻：ISBN 4047124222

中国語版
1. 1巻：2005年10月27日初版第1刷発行、ISBN 986-718-962-0
2. 2巻：2006年1月22日初版第1刷発行、ISBN 986-174-010-4